# Дякую за нельотну погоду
«Дякую за нельотну погоду» — радянський художній фільм 1981 року, знятий режисером Львом Цуцульковським на студії «Лентелефільм».

## Сюжет
Аеродром. Люди їдуть, приїжджають або сидять і чекають, якщо виліт затримується через нельотну погоду. Диктор оголошує, що скоро зможуть полетіти і гастролі артистів не затримаються. А поки що, до вильоту, все, що залишається артистам — це співати для тих, хто чекає на виліт.

## У ролях
- Аліса Фрейндліх — пісня «У природи немає поганої погоди»
- Нані Брегвадзе — пісня «Снігопад»
- Едіта П'єха — пісні «Один твій дотик»; «Люби, поки живеш»
- Ірина Понаровська — пісні «Я Вам зовсім не подобаюся»
- Едуард Хіль — пісня «Дякую за туман»
- Вікторас Малінаускас — роль другого плану
- Валерій Маштаков — «Циганська пісня»
- Валентина Маштакова — «Циганська пісня»
- Олександр Дольський — пісня «Говоріть, я мовчу»
- Володимир Винниченко — степ
- Ніна Винниченко — степ
- Гінтаре — пісня литовською мовою
- Маріанна Алесєнкова — пісня «Мили дорослі (Країна чудес)»
- Олександр Усискін — музикант «Ленінградського диксиленду»
- Олександр Скрипник — музикант «Ленінградського диксиленду»
- Борис Єршов — музикант «Ленінградського диксиленду»
- Ірина Коровіна — пасажирка
- Георгій Антонов — пасажир
- Вахтанг Кікабідзе — вокал, пісня «Проводи кохання»

## Знімальна група
- Режисер — Лев Цуцульковський
- Оператор — Микола Горський
- Композитори — Лев Вільдавський, Олександр Дольський, Олександр Зацепін, Анатолій Кальварський, Олексій Мажуков, Олександр Морозов, Андрій Петров, Станіслав Пожлаков, Гінтаре, Георгій Мовсесян
- Художник — Лариса Луконіна